# Vacherot et Lecoufle
Pour les articles homonymes, voir Vacherot.
L'entreprise Vacherot et Lecoufle a joué un rôle important dans la culture des orchidées, la création de lignées génétiques prolifiques et de prestigieux hybrides. Cet établissement, créé en 1886, à Boissy-Saint-Léger, est l'une des plus vieilles pépinières d'orchidées dans le monde encore en activité. La mise au point et le perfectionnement des techniques de clonage des orchidées par Vacherot et Lecoufle dans les années 1960 facilitèrent la diffusion de ces plantes.

## Le départ d'une passion
En 1886, Henri Vacherot, jardinier spécialiste de l’œillet, et fils de jardinier, fonde sur le site de La Tuilerie, à Boissy-Saint-Léger, en Val-de-Marne, une entreprise d'horticulture. 
La première orchidée d’Henri Vacherot lui est donnée par  Maria Brignole Sale,  duchesse de Galliera, pour qui il aurait travaillé,. Henri Vacherot se passionne pour cette plante,  cherche à l’acclimater, crée une serre spécialisée et commence à la collectionner en l’achetant aux rares importateurs de l'époque. Elle est encore réservée à quelques initiés. C'est le Britannique William Cattley qui, le premier, en 1818, en a découvert une, dans sa serre, poussant sur un emballage de plantes importées d'Amérique du Sud. Sa Cattleya, est devenue le symbole de l'amour. L'expression « faire catleya » ou « arranger les cattleyas » est utilisée pour dire « faire l'amour » par Swann, le héros de Marcel Proust dans Un amour de Swann, publié en 1913.
Henri Vacherot s'initie à la technique, encore balbutiante, de la multiplication par semis de ces fleurs tropicales, et décide de ne cultiver désormais à "La Tuilerie" que des orchidées. En 1913, il s'associe avec son gendre, Maurice-Etienne Lecoufle, major de l’École d'horticulture de Versailles, pour développer l'entreprise Vacherot & Lecoufle.
Maurice-Étienne Lecoufle meurt au début de la Première Guerre mondiale, en septembre 1914, laissant une veuve, Henriette, et deux enfants, Marcel Lecoufle et Maurice Lecoufle.

## La création d’hybrides
Henriette Lecoufle et ses enfants poursuivent le travail avec Henri Vacherot et son frère Maurice Vacherot, qui participe aux progrès de la multiplication des orchidées par la culture in-vitro. Maurice est l'un des pionniers de la multiplication des orchidées par semis, sous poupée ou sous cloche. Il s'occupe du laboratoire de culture in-vitro, avec l'aide du chef de culture Joseph Dupont. Ce laboratoire a des taux de réussite de germination remarqués. La collection s'enrichit des nombreuses espèces d'orchidées sans cesse découvertes.
De nombreux hybrides sont créés à partir de 1920, dans des éprouvettes où ils baignent dans un liquide nourricier, tels phalaenopsis Elisabethae, oncidium Boissiense ou vanda Oiseau Bleu. La démarche est lente et délicate. Tant d'inconnues contrarient le devenir d'une plantule que les horticulteurs se limitent chaque fois à quelques traits originaux, dont, le plus souvent, la couleur. Ils cherchent à anticiper les désirs des amateurs et  lancent des modes. Ces nouveaux croisements sont enregistrés auprès de la Royal Horticultural Society de Londres. Une partie importante des ventes concernent des fleurs coupées, vendues aux fleuristes parisiens. Les livraisons sont assurées par Catherine Vacherot, puis par sa fille Henriette.
Le conflit mondial de 1939 entraîne la fermeture de bien des entreprises européennes d’horticulture, et parmi elles, de la grande majorité des producteurs d'orchidées. Déclarée entreprise d'intérêt national, Vacherot et Lecoufle se voit attribuer une allocation minimum de combustible par le Ministère de l'Agriculture. La précieuse collection d'orchidées de "La Tuilerie" passe ainsi cette guerre sans encombre. Henri Vacherot meurt en 1945. Michel Vacherot, fils de Maurice Vacherot rentre à son tour dans l’entreprise Vacherot et Lecoufle. Au cours des années 1950, Marcel Lecoufle quitte l'entreprise et fonde son propre établissement horticole, également à Boissy-Saint-Léger, tandis qu'à "La Tuilerie', Michel Vacherot et Maurice Lecoufle perpétuent la tradition. Michel Vacherot, féru de biologie, encadre le développement du laboratoire de multiplication et continue à faire évoluer les techniques de culture, alors que Maurice Lecoufle, parcourt le monde pour la promotion des orchidées de Boissy-Saint-Léger.

## La mise au point du clonage
À la fin des années 1950, Georges Morel mène des recherches sur le clonage  de la pomme de terre. Puis, à l’Institut national de la recherche agronomique  de Versailles, il met au point la première orchidée obtenu par méristème (c'est-à-dire créée à partir de cellules d'une plante). Prolongeant cette approche,  Michel Vacherot réalise des cultures de protocorme à partir de méristèmes. 
Ces travaux sont fructueux. C'est le début d’une multiplication clonale industrielle de l’orchidée, qui remplace l'obtention d'hybrides par graines. Elle permet une production à grande échelle des orchidées et aboutit, en 1964, à la commercialisation des premières orchidées clonées.  Cette approche contribue de façon significative à une « démocratisation » des orchidées  et au développement du marché. Des milliers de jeunes plantes  partent dans le monde entier depuis Boissy-Saint-Léger, valant ainsi à cette commune le surnom de "Capitale de l'orchidée",,.   Mais l’entreprise Vacherot et Lecoufle ne conserve le monopole de cette technique de clonage que durant une dizaine d’années.

## L’évolution du marché
Dans les années 1980, Philippe Lecoufle, fils de Maurice Lecoufle, entre dans la société Vacherot et Lecoufle et fonde un  établissement horticole à Mandres-les-Roses. Au milieu des années 1980, Michel Vacherot quitte l'entreprise pour fonder son propre établissement horticole dans le midi de la France, à Roquebrune-sur-Argens, dans le Var, établissement dirigé ensuite par sa fille Raphaëlle.
En 1986 est célébré le centenaire de l’entreprise initiale Vacherot et Lecoufle, au berceau historique de Boissy-Saint-Léger. Dix ans après cet anniversaire du centenaire, face à l’évolution du marché sur lequel pèse désormais l’arrivée massive des productions hollandaises et asiatiques, l’entreprise  décide de fermer son propre laboratoire de multiplication et de clonage, pour concentrer son activité sur  la création de nouvelles variétés d'orchidées,.
En 2000, les collections de plantes-mères de cattleya (400 variétés et espèces) et de paphiopedilum (500 variétés et espèces) de Vacherot et Lecoufle deviennent ainsi deux  "Collections Nationales", labellisés  par le Conservatoire français des Collections Végétales Spécialisées (C.C.V.S).
De nouvelles créations sont régulièrement présentées lors de diverses manifestations dédiées aux plantes. Ainsi, le 13 octobre 2006, un phalaenopsis à grandes fleurs blanches est baptisé « Domaine de Courson » lors des Journées de Plantes de Courson.
Depuis 2002, la société civile porte le nom de Petit Fils et Fils Vacherot & Lecoufle.

## Distinctions
Plusieurs récompenses ont été décernées à l'entreprise Vacherot et Lecoufle lors d'expositions  comme les Journées de Plantes de Courson*,,  le Hampton Court Palace Flower Show  (au Château de Hampton Court ), le London Orchid Show ou d’autres manifestations consacrées à l’art des jardins, à l’horticulture ou plus spécifiquement  aux orchidées. Une Médaille d'Or et le Best in Show ont été attribués à Vacherot et Lecoufle pour la 3ème année consécutive le 4 juillet 2017 lors du Hampton Court Palace Flower Show.
Vacherot et Lecoufle est reconnu comme une référence dans la profession, faisant partie des plus anciens orchidéistes du monde. En février 2017, Philippe Lecoufle a reçu des mains de Sir Nicholas Bacon, président de la Royal Horticultural Society de Londres, la médaille commémorative Veitch. Cette distinction, créée en 1870 en mémoire de James Veitch de Chelsea, récompense chaque année des personnes de toute nationalité pour une contribution jugée exceptionnelle à l’avancement de l’art, la science ou la pratique de l’horticulture.